# Moulay Yacoub
Moulay Yacoub (arabisch مولاي يعقوب; marokkanisches Tamazight ⵎⵓⵍⴰⵢ ⵉⵄⵇⵓⴱ Mulay Iɛqub) ist eine kleine Stadt in Marokko mit etwa 4500 Einwohnern. Sie ist Verwaltungssitz der gleichnamigen Provinz in der Region Fès-Meknès. Neben Sidi Harazem ist Moulay Yacoub in weiten Teilen Marokkos als Kurort bekannt.

## Lage
Moulay Yacoub liegt in einer hügeligen, von Feldern gekennzeichneten Landschaft in einer Höhe von etwa 240 m etwa 23 km (Fahrtstrecke) nordwestlich von Fès bzw. etwa 60 km nordöstlich von Meknès.

## Einwohner
| Jahr      | 1994 | 2004 | 2014 | 2024 |
| Einwohner | 2726 | 3153 | 4612 | 4545 |

Die meisten Einwohner sind zugewanderte Berber; man spticht Berberdialekte und Marokkanisches Arabisch.

## Wirtschaft
Die Stadt ist ein Kurort mit zahlreichen Hotels und Restaurants sowie einer Heilquelle, die sehr heißes, schwefel- und radonhaltiges Wasser liefert, das bei Rheuma, Haut- und Geschlechtskrankheiten angewendet wird. Mittelpunkt des Ortes ist der von Pilgern besuchte Grabbau (qubba) des Lokalheiligen (marabout) Moulay Yacoub, in dem sich sein Kenotaph (tābūt) befindet.

## Städtepartnerschaft
- Aix-les-Bains, Savoyen, Frankreich